# 凤凰竞技俱乐部
凤凰竞技俱乐部，是乌拉圭首都蒙得维的亚的一个足球俱乐部。该队成立于1916年，现参加乌拉圭足球甲级联赛。队名Fénix是西班牙语中的凤凰。

## 荣誉
- 乌拉圭足球乙级联赛: 7

1956, 1959, 1973, 1977, 1985, 2007, 2009
- 乌拉圭足球丙级联赛: 3

1942, 1949, 1991